# NGC 2273
NGC 2273 é uma galáxia espiral barrada (SBa) localizada na direcção da constelação de Lynx. Possui uma declinação de +60° 50' 45" e uma ascensão recta de 6 horas, 50 minutos e 08,4 segundos.